# Ambulong
Ambulong ist eine philippinische Insel im Norden der Sulusee, knapp zehn Kilometer vor der Südwestküste der Insel Mindoro.

## Geographie
Die hügelige Insel liegt nahe der Westküste von Ilin Island, ist etwa 4,4 km lang und bis zu 2,7 km breit. Auffällig sind die Einbuchtungen im Westen und Südosten. Am Ausgang der südöstlichen Bucht liegt das kleine Buri Island, eine Privatinsel die touristisch Grace Island genannt wird.

## Verwaltung
Ambulong gehört zur Gemeinde San Jose (Municipality of San Jose) in der philippinischen Provinz Occidental Mindoro.